# 略朗卡布里耶尔
略朗卡布里耶尔（法語：Lieuran-Cabrières，法語發音：[ljøʁɑ̃ kabʁijɛʁ]）是法国埃罗省的一个市镇，属于贝济耶区。

## 地理
略朗卡布里耶尔（43°35'7"N, 3°24'55"E）面积6.13 平方千米，位于法国奧克西塔尼大區埃罗省，该省份为法国南部沿海省份，南濒地中海，西南接奥德省，西北接塔恩省和阿韦龙省，东北与加尔省接壤。
与略朗卡布里耶尔接壤的市镇（或旧市镇、城区）包括：阿斯皮朗、卡布里耶尔、内比扬、佩雷、维勒讷韦特。

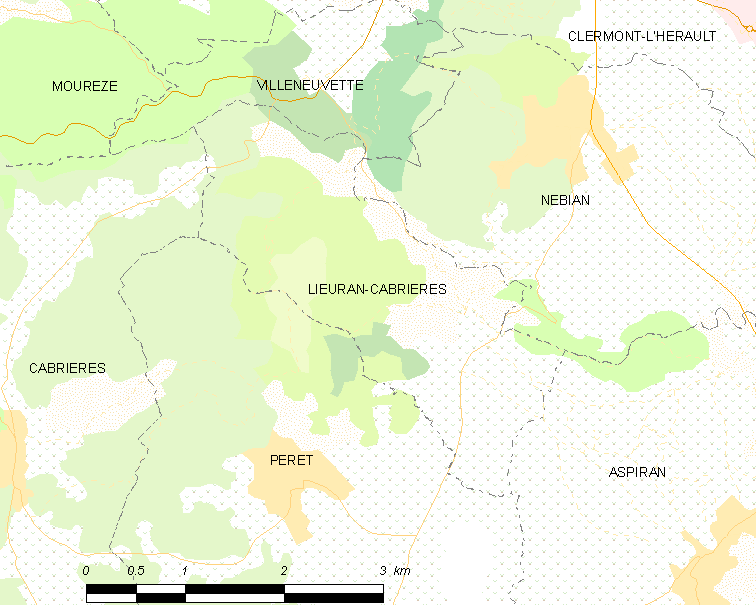
略朗卡布里耶尔的OSM定位图

略朗卡布里耶尔的时区为UTC+01:00、UTC+02:00（夏令时）。

## 行政
略朗卡布里耶尔的邮政编码为34800，INSEE市镇编码为34138。

## 政治
略朗卡布里耶尔所属的省级选区为梅兹县。

## 人口

1962-2008年间略朗卡布里耶尔人口变化图示

略朗卡布里耶尔于2022年1月1日时的人口数量为338人。